# Difenpiramida
La difenpiramida es el nombre de un medicamento antiinflamatorio no esteroideo derivado del ácido acético indicado para el tratamiento del dolor leve o moderado asociado a la artritis reumatoide y la osteoartritis. Como antiinflamatorio, la difenpiramida es igual de efectiva que la indometacina y la fenilbutazona, con mayor capacidad antipirética, de reducción sanguínea del ácido úrico y analgésica periférica. El mecanismo exacto por el cual disminuye el dolor asociado a inflamaciones reumáticas aún no ha sido dilucidado, aunque se piensa que está relacionado con la capacidad del fármaco de inhibir la síntesis de prostaglandinas. A pesar de que antagoniza los mediadores de la inflamación, la difenpiramida no afecta la agregación plaquetaria ni la coagulación sanguínea.

## Farmacología
La difenpiramida es un compuesto que carece de grupos reactivos o libremente ionizables, en contraste con el AINE convencional.  Los principales productos de la biotransformación de la difenpiramida son el ácido difenilacetato, el cual es activo farmacológicamente, el p-hidroxi-bifenilacetato (p-HBPA, siglas del inglés para Hidroxi-BiPhenilAcetate) y el α-aminopiridina. El ácido difenilacetato termina siendo metabolizad en p-HBPA el cual es excretado en la orina. El resto de la eliminación ocurre por las heces.
La dosis efectiva de la difenpiramida para adultos es la de 1 g cada día, dividida en dos dosis diarias por 30 días. La dosis pediátrica eficaz y segura es de 13-33 mg cada día. 

### Efectos secundarios
Se ha demostrado que la difenpiramida es segura para la mucosa del tracto gastrointestinal tanto en dosis estándares y en dosis elevadas durante tratamientos de corto y largo plazo.